# Cistícola rogenca
La cistícola rogenca (Cisticola rufus) és una espècie d'ocell passeriforme de la família Cisticolidae pròpia de l'Àfrica occidental.

## Hàbitat i distribució
L'hàbitat natural són els matolls secs tropicals i els herbassars de terres baixes tropicals. No està amenaçada.
Es troba a Burkina Faso, Camerun, Txad, Gambia, Ghana, Guinea, Mali, Nigèria, Senegal, República Centreafricana, Sierra Leone i Togo.